# Clara Janés
Clara Janés Nadal (Barcelona, 6 de noviembre de 1940) es una escritora española que cultiva diversos géneros literarios. Destaca como poeta y como traductora de diferentes idiomas centro-europeos y orientales. Premio Nacional de Traducción en 1997 por el conjunto de su obra, desde 2015 ocupa la silla «U» de la Real Academia Española. Es la décima mujer electa miembro de la RAE. Presentó su discurso de ingreso en junio de 2016, titulado "Una estrella de puntas infinitas. En torno a Salomón y el Cantar de los cantares".

## Biografía
Clara Janés nació en Barcelona el 6 de noviembre de 1940. Hija del editor y poeta Josep Janés y de Ester Nadal, se crio en Pedralbes, a las afueras de Barcelona. Su afición por la poesía comenzó a temprana edad tras leer a santa Teresa de Jesús. En 1957 comenzó su carrera de Filosofía y Letras en la Universidad de Barcelona. Allí fue alumna del profesor José Manuel Blecua, gracias a él conoció la obra de san Juan de la Cruz y Francisco de Quevedo, así como la de otros poetas de la lírica tradicional y popular.
Tras la muerte de su padre en 1960 se trasladó a Pamplona y completó su licenciatura en la Universidad de Navarra. Amplió estudios en la Universidad de la Sorbona, donde obtuvo la maîtrise en Literatura Comparada.
A la edad de 23 años consiguió que el escritor Gerardo Diego, que tenía amistad con su madre, leyera uno de sus poemas. El escritor hizo posible que publicara su primera obra Las estrellas vencidas en 1964. Ese mismo año decidió trasladarse a Madrid, ciudad que ya no abandonaría.
Confesó que su mundo cambió al leer Noche con Hamlet, del autor checo Vladimír Holan, que relataba, según la escritora, «el mundo desgarrado que ella pretendía expresar». Janés logró un encuentro con él en Praga, decidió aprender checo y comenzó a traducirlo.
Desde 1983 participó en encuentros literarios nacionales e internacionales. Su poesía ha sido traducida a veinte idiomas. Dirigió la colección Poesía del Oriente y del Mediterráneo, en la que ha publicado a poetas como Yunus Emre, Sohrab Sepehrí, Adonis, Halas, Vladimir Holan, Nezval, Orten, Jaroslav Seifert, Ilhan Berk, Rumi, Odiseas Elitis, António Ramos Rosa, Wang Wei, Nazim Hikmet, Nichita Stănescu, Du Fu, Johannes Bobrowski, Hafez de Shiraz, Mansur Halladch, Mahmud Darwish, Sujata Bhatt, Forugh Farrojzad, Ahmad Shamlú, Abbas Kiarostami, Al-Mutanabbi, Safo, Rilke...
Desde el 7 de mayo de 2015 ocupa el asiento «U» de la Real Academia Española, plaza que había quedado vacante tras la muerte Eduardo García de Enterría el 16 de septiembre de 2013. La convocatoria de esta plaza se publicó en el Boletín Oficial del Estado del 23 de marzo de 2015. La candidatura de Clara Janés fue presentada por los académicos Luis María Anson, Margarita Salas y Soledad Puértolas. También era candidato el catedrático de filología inglesa Fernando Galván. Clara Janés es la décima mujer elegida miembro de la RAE. La primera fue Carmen Conde, quien ingresó en 1979. La siguieron Elena Quiroga, Ana María Matute, Carmen Iglesias Cano, Margarita Salas, Soledad Puértolas, Inés Fernández-Ordóñez, Carme Riera y Aurora Egido.

## Literatura
Clara Janés cultiva la poesía, la novela, la biografía y el ensayo y se distingue como traductora, particularmente de la lengua checa y de la obra poética de Vladimír Holan y Jaroslav Seifert. Ha vertido también al español a Marguerite Duras, Nathalie Sarraute, Katherine Mansfield y William Golding y, en colaboración con conocedores de sus lenguas, a poetas turcos y persas, tanto modernos como místicos antiguos. La hispanista Biruté Ciplijauskaité describe a la autora como un ejemplo significativo de la evolución de la mujer en la literatura española. El libro Kampa (1989) sitúa a Clara Janés entre las grandes poetisas en tratar el tema por antonomasia de la literatura, el amor (Rosa Chacel, 1989).
Catalogar a la autora dentro de una corriente literaria concreta de finales del siglo XX resulta complicado. Diversos críticos afirman que parte de la obra de Janés se podría englobar en la tendencia literaria de los novísimos, aunque no la incluyen como tal en este grupo (Sharon Keefe Ugalde, 2012). La poetisa posee un lenguaje y un estilo propios. 
Se considera a la autora barcelonesa como una mediadora entre el mundo oriental y occidental (Debra Fazer-McMahon, 2010). “La intención de la poetisa en derribar barreras entre las culturas orientales y occidentales se refleja en el contexto histórico —la presencia en España del Islam— y en el presente —la llegada de inmigrantes musulmanes a España y otros países de la Unión Europea” (Sharon Keefe Ugalde, 2012).
Parte de su obra, traducida a más de veinte idiomas, está contenida en los siguientes volúmenes: Las estrellas vencidas (1964), Límite humano (1974), En busca de Cordelia y Poemas rumanos (1975), Antología personal (1979), Libro de alienaciones (1980), Eros (1981), Kampa (1986), Fósiles (1987), Rosas de fuego y Diván del ópalo de fuego (1996), La indetenible quietud (1998), El libro de los pájaros (1999) y Paralajes (2002).

### Fases de su literatura
Su primera etapa comienza con el libro Las estrellas vencidas. Lo siguen Límite humano (1974), En busca de Cordelia y poemas rumanos (1975), Antología personal 1959-1979 (1979) y Libro de alienaciones (1980), En este periodo, Janés se muestra como una femenina tradicional y realiza una búsqueda hacia el origen de lo femenino. Asimismo, incorpora elementos existenciales: la angustia, la insatisfacción, la depresión, la soledad, así como las relaciones y sus dificultades. 
En busca de respuestas a las preguntas que se hace sobre la vida, la poetisa conforma una transición entre la primera y su segunda etapa con su poemario Vivir (1983). La autora dirige los poemas recogidos en esta obra hacia el interior del ser humano, hacia la serenidad de espíritu. 
Con el libro Eros (1981) entra en su segunda etapa. Este periodo se caracteriza por el feminismo, sensualidad, erotismo y amor en sus poemas. Toda esta temática amorosa logra su culminación en uno de sus poemarios siguientes, Creciente fértil (1989).

## Reconocimientos
Relativos a la traducción:
- (1992) Premio de la Fundación Tutav, de Turquía, por su labor de difusión de la poesía turca en España
- (1997) Premio Nacional de Traducción por el conjunto de su obra
- (2000) Medalla del Mérito de Primera categoría de la República Checa por su labor como traductora y difusora de la literatura de dicho país
- (2007) X Premio Nacional de las Letras «Teresa de Ávila»

Su obra poética también ha sido galardonada con importantes premios:
- (1983) Premio Ciudad de Barcelona por Vivir
- (1998) Premio Ciudad de Melilla por Arcángel de sombra
- (2002) Premio de Poesía Gil de Biedma por Los secretos del bosque[2]
- (2018) IX Premio José Luis San Pedro de Getafe Negro.[7]

## Obra

### Libros
- Las estrellas vencidas (1964). Reeditado por Huerga & Fierro editores (2011)
- Límite humano (1973)
- En busca de Cordelia y poemas rumanos (1975)
- Libro de alienaciones (1980)
- Eros (1981)
- Vivir (1983) (Premio Ciudad de Barcelona, 1983). Reeditado por Huerga & Fierro editores (2006)
- Kampa (1986)
- Lapidario (1988)
- Creciente fértil (1989)
- Emblemas (1991)
- Ver el fuego (1993)
- Diván del ópalo de fuego (1996)
- Rosas de fuego (1996)
- Arcángel de sombra (1999) (Premio Ciudad de Melilla, 1999).
- Cajón de sastre (1999)
- El libro de los pájaros (1999)
- Los secretos del bosque (2002) (Premio J. Gil de Biedma, 2002).
- Paralajes (2002)
- Vilanos (2004)
- Fractales (2005)
- Huellas sobre una corteza (2005)
- Ψ o el jardín de las delicias (2014)
- Estructuras disipativas (2017)
- Kamasutra para dormir a un espectro (2019)

### Libros de artista
- Fósiles, 21 poemas con 9 grabados de R. Biadiu (1985)
- La indetenible quietud, 32 poemas con 6 grabados de E. Chillida (1998)
- Y queda el negro, 3 poemas con 3 grabados de J. Partenheimer (2000)

### Poemas visuales
- Clara Janés, segno e poesia (2004)
- TOdos o casi TOdos, 6 poemas visuales en CD (2004)

### Antologías
- Antología personal (1959-1979) (1979)
- Paisajes y figuras (1987)
- Rosa rubea, edición de M. Scaramuzza (1995)
- Acecho del alba, prólogo de Mª. Pilar Palomo, Huerga & Fierro editores (1999)
- Poesía erótica y amorosa, Vaso Roto (2010). Recoge Kampa, Eros y Creciente fértil.
- Movimientos insomnes, Galaxia Gutenberg (2015)

### Traducciones de sus libros
- Clara Janés y Frans Budé, Creciente fértil / Vruchtbaar groeiend (con una litografía de Marianne Aarsten), edición bilingüe español-neerlandés, traducción de M. Demmers y F. Carrasquer, Ámsterdam, Terhorst, 1991
- Autumn at my door (antología), varios traductores, Aligarh (India), Skylark, 1991
- Hacia el alba / Vers l'aube, edición bilingüe español-francés, traducción de M. Hennart, Madrid, El Perro Asirio, 1992
- Diván del ópalo de fuego, traducción al árabe de T. Shahin, Emiratos Árabes Unidos, Organización Cultural Abued-Dhabl, 1998; 2.ª edición: El Cairo (Egipto), 2005
- In un punto di quiete (Fractales), edición de M. Scaramuzza, traducción al italiano de A. Addolorato y C. Greppi, postfacio de S. Raimondi, Milán, CUEM, 2000
- La línea discontinua, edición bilingüe italiano-español, traducción de E. Coco, Bari, Quaderni della Valle, 2002
- Poesía (antología), edición bilingüe búlgaro-español, traducción de R. Panchovska, prólogo de B. Ciplijauskaité, Belgrado, Proxima, 2002
- The forest's secrets, traducción de Louis Bourne, Benarés (India), Indica Books, 2002
- Kampa, traducción al persa de Farhad Azarmi, Teherán (Irán), 2003
- La indetenible quietud y otros poemas / Die unaufhaltsame Ruhe und andere Gedichte, edición bilingüe español-alemán, traducción de J. y T. Burghardt, Zúrich, Teamart, 2004
- Roses of fire, edición bilingüe, traducción de A. Pasero, Benarés (India), Indica Books, 2004.
- Arcangelo d'ombra, edición bilingüe italiano-español, traducción de A. Addolorato, Milán, Crocetti, 2005.

### Traducciones de sus opúsculos, revistas...
De su obra poética se han hecho traducciones, en revistas y opúsculos, al francés, al neerlandés, al italiano, al griego, al húngaro, al serbo-croata, al inglés, al checo, al rumano, al portugués, al árabe, al sueco, al islandés, al alemán, al persa, al búlgaro, al finés, al polaco y al chino.

### Otros géneros

#### Poéticas
- «Blas de Otero, su trayecto y mi trayecto del vacío a la vida», en AA. VV., Actas de las II Jornadas Internacionales de Literatura: Blas de Otero, San Sebastián, Cuadernos Universitarios EUDG-Mundaiz, 1986
- «El factor religioso en mi poesía», ponencia en XI Foro sobre el hecho religioso, Pozuelo de Alarcón, septiembre de 1987
- «Mi ámbito poético», en AA. VV., Espaces (Séminaire d'Études Littéraires), Toulouse, Presses Universitaires du Mirail, 1987
- «Paisajes arruinados», Diario 16, 14 de julio de 1990; y en AA. VV., Una infancia de escritor, Zaragoza, Xordica, 1997
- «Tanteos», prólogo a C. Janés, Emblemas, Madrid, Caballo Griego para la Poesía, 1990
- «Transparencias», El Sol, 20 de julio de 1990
- «La mirada activa», El Sol, 1 de noviembre de 1991
- «El ser o no ser de la escritura», en C. Davies (ed.), Women Writers in Twentieth-Century Spain and Spanish America, Lewiston, E. Mellen Press, 1993
- «Lumière et espace comme miroir d'eau», en AA. VV., Écriture poétique moderne. -«Perdre et trouver le sens»,Clermont-Ferrand, Université Blaise Pascal, 1994
- «La lengua persa: el fruto prohibido», Vasos Comunicantes, 8 (1996)
- «La indetenible quietud, de Clara Janés et Chillida», entretien entre Clara Janés et Evelyne Martín-Hernández, en Peinture et écriture 2. Le livre d'artiste, París, La Différence / Unesco, 1997
- «Hacia la luz: poemas y comentarios», en AA. VV., Literatura y espiritualidad, Barcelona, Universidad de Barcelona, 2004

#### Narrativa
- La noche de Abel Mícheli (1965)
- Desintegración (1969)
- Los caballos del sueño (1989)
- El hombre de Adén (1991)
- Espejismos, ed. corregida de Desintegración (1992)
- Espejos de agua (1997)

#### Memorias y diarios
- Jardín y laberinto (1990)
- La voz de Ofelia (2005)

#### Teatro
- Luz de oscura llama, libreto de ópera, Ávila, Ayuntamiento, 2002 (Sala Olimpia, Madrid, 5 de mayo de 1991).
- Intermezzo (a Luz de oscura llama), Barcarola, 37-38 (1991).
- Yamatu, breve pieza para marionetas, en Ágora, 1 (1995) (Embajada de España, París, 1995).
- Rodiel, en Rey Lagarto, 25-26 (1996) (Sama de Langreo, 1996, I-II).
- Apunte para un diálogo teatral, en Rey Lagarto, 30-31 (1997) (Sama de Langreo, 1997, III).

#### Ensayo
- La vida callada de Federico Mompou (1975) (Premio Ciudad de Barcelona, 1976); ed. ampliada: Federico Mompou. Vida, textos, documentos, Madrid, Fundación Banco Exterior, 1987 (traducciones al italiano y al japonés).
- Cartas a Adriana (1976)
- Sendas de Rumanía (1981)
- Cirlot, el no mundo y la poesía imaginal, Huerga & Fierro editores (1996)
- La palabra y el secreto, Huerga & Fierro editores (1999)
- Los árboles en las tres culturas, con Mercedes Hidalgo y Pablo Alonso (2004)
- El espejo de la noche: a Vladimir Holan en su centenario (2005)
- Guardar la casa y cerrar la boca (2015)

#### Ediciones
- Juan-Eduardo Cirlot, Obra poética, Madrid, Cátedra, 1981.
- Pureza Canelo, por Clara Janés (introducción, antología y selección de críticas), Madrid, Editora Nacional, 1981.
- Rosa Chacel, Los títulos, Barcelona, Edhasa, 1981.
- Las primeras poetisas en lengua castellana, Madrid, Ayuso, 1986.[8]

## Citas de la autora
Nunca sabré de ti, /  y eso lo supe / desde el primer encuentro. / Esta certeza tiene tanta fuerza / que es / como si tuviera noticias tuyas / a cada momento.
Libro de alienaciones (1980)

Prisionera de un pánico invencible, / y aunque sé de la inutilidad de todo sueño, / desde esa cárcel torturante que es la vida, / pido la autonomía total del hombre / y el derecho a no justificar para nada / su existencia.
Libro de alienaciones (1980)

Tuve un amante que ensalzó mis caderas / y mi forma de amar intensa y silenciosa.
Eros (1981)

Me dejaré morir en tu silencio, / que de noche me diste de comer / los frutos del cerezo / en tu alcoba de sombras / sangrantes de perfume / y nada más deseo.
Kampa (1986)

Dile al pájaro que sólo hay árboles en mi corazón.
Huellas sobre una corteza (2005)

¿La realidad es lo que está ahí fuera o lo que tienes dentro? Para mí la realidad es lo que tengo adentro; por unos elementos exteriores que la soportan… Tú sabes de qué manera construyes esa realidad. Escribiendo es una forma maravillosa. Y yo construyo mi realidad y la entrego a otros.
entrevista a Clara Janés en el diario El País (6 de noviembre de 2015)